# Crepidiastrum chelidoniifolium
Crepidiastrum chelidoniifolium là một loài thực vật có hoa trong họ Cúc. Loài này được (Makino) Pak & Kawano mô tả khoa học đầu tiên năm 1992.